# ماوريتسيو فينتوري
ماوريتسيو فينتوري (بالإيطالية: Maurizio Venturi)‏ (2 أكتوبر 1957 ببريشا في إيطاليا - ) هو مدرب كرة قدم ولاعب كرة قدم إيطالي في مركز الدفاع. لعب مع إيه سي ميلان ونادي باليرمو ونادي بريشيا ونادي كالياري وFC Bolzano 1996 ‏.

## وصلات خارجية
- ماوريتسيو فينتوري على موقع قاعدة بيانات كرة القدم.إي يو (الإنجليزية)
- ماوريتسيو فينتوري على موقع عالم كرة القدم.نت (الإنجليزية)